# Mihai Florea

Bustul lui Mihai Florea de la mormântul său din Cimitirul Evanghelic Luteran din București

Mihai Florea (n. 11 martie 1929, Buzău – d. 1986, Azuga) a fost un om de teatru, cronicar dramatic, director al secției de teatru a Televiziunii, autor de monografii, publicist, colaborator la revista Teatru și la multe altele.
După absolvirea cursurilor primare a urmat liceul militar de la Mănăstirea Dealu, iar bacalaureatul la susținut la Liceul Hașdeu din Buzău. A urmat apoi Facultatea de Filologie din București și a devenit cercetător la Institutul de Istoria Artei al Academiei Române.
După studii strălucite și-a luat doctoratul în teatrologie, devenind unul dintre cei mai apreciați cercetători ai Institutului de Arte al Academiei Române.
Profesorul Mihai Florea a fost realizatorul marilor spectacolele cu public cu emisiunea-concurs Cine știe câștigă, inițiate în anul 1965 și transmise ani în șir de Radiodifuziunea Română.
Din 1965 a început să prezinte la Televiziunea Română o emisiune de excepție, Dialog la distanță, în cadrul căreia se întreceau câte două județe, scoțând la iveală zestrea de suflet păstrată prin tradiție, cu scopul însă de a pune în valoare adevăratele talente în toate domeniile: cusut, țesut, cioplitori în lemn, meșteri olari, făuritori de instrumente muzicale, precum și interpreți de tot felul, de la rapsozi populari la instrumentiști vocali și buni recitatori.
Pe lângă Dialog la distanță, Mihai Florea a mai dat viață unor emisiuni-concurs, radiofonice și de televiziune: Steaua fără nume și Floarea din grădină.
Ca teatrolog, Mihai Florea s-a declarat împotriva experimentelor încercate de unii regizori, mai ales prin imixtiunea acestora în text: „Nu este recomandabil să ne jucăm cu banii statului, dar nici cu publicul, cu actorii, cu arta, nu este recomandabil să ne jucăm”.
A decedat în urma unui accident de automobil în apropiere de Azuga și este înmormântat în Cimitirul Evanghelic Luteran din București.

## Opera

### Lucrări la care a colaborat
- Tratatul de Istoria Teatrului în România (3 volume, Editura Academiei, 1965).
- Teatrul Românesc contemporan 1944-1974 (Editura Meridiane, 1975).

### Lucrări proprii
- Eufrosina Popescu (1821-1900) (monografie), 75 pagini, Editura Meridiane, București, 1964
- Matei Millo (1814-1896) (monografie), 328 pagini, Editura Meridiane, București, 1966
- Scurtă istorie a teatrului românesc (compendiu împărțit în cinci capitole distincte: Izvoare, Cristalizări, Înălțimi, Sinteze, Înnoiri), 184 pagini, Editura Meridiane, București, 1970
- Drumuri și condeie (o istorie a artelor și științelor, arhitecturii și literaturii, scoțând în evidență valorile date patrimoniului național de fiecare județ cu orașele și satele sale), 273 pagini, Editura pentru turism, București, 1974
- Prietenii mei concurenții, 216 pagini, Editura Eminescu, 1976